# Chiesa della Sacra Famiglia (Milano)
La chiesa della Sacra Famiglia è la chiesa parrocchiale di Rogoredo a Milano.

## Storia
Agli inizi del XX secolo, l'aumento degli abitanti di Rogoredo dovuto allo sviluppo industriale della località richiese la creazione di una nuova parrocchia e l'edificazione di una nuova chiesa. L’iniziativa venne presa da don Luigi Martinenghi, prevosto di San Donato Milanese. La posa della prima pietra del nuovo edificio, progettato dall'architetto Oreste Benedetti e dall’ingegnere Antonio Casati, autori anche della chiesa di San Pietro in Sala, con la quale ha notevoli analogie, avvenne il 12 novembre 1905. La chiesa venne aperta parzialmente al culto nel 1907, ultimata nel 1911 e dotata del campanile solo nel 1921.

## Descrizione

### Interni
La chiesa possiede una pianta a tre navate e un'abside poligonale.

### Esterni
L'edificio presenta uno stile eclettico. La facciata, in mattone, è tripartita e sormontata da quattro pinnacoli. Il portale principale è sovrastato da una trifora racchiusa da un arco a tutto sesto.